# Lepthyphantes eugeni
Lepthyphantes eugeni är en spindelart som beskrevs av Roewer 1942. Lepthyphantes eugeni ingår i släktet Lepthyphantes och familjen täckvävarspindlar. Inga underarter finns listade i Catalogue of Life.